# Boulengeromyrus
Boulengeromyrus is een geslacht van straalvinnige vissen uit de familie van de tapirvissen (Mormyridae).

## Soort
- Boulengeromyrus knoepffleri Taverne & Géry, 1968